# Касимовка (Пермский край)
Касимовка — посёлок в Гайнском районе Пермского края. Входит в состав Верхнестарицкого сельского поселения. Населенный пункт располагается юго-восточнее районного центра, посёлка Гайны. Расположен примерно в 3 км к югу от посёлка Верхняя Старица на другом берегу реки Кама. Расстояние до районного центра составляет 23 км. По данным Всероссийской переписи населения 2010 года, в посёлке проживало 428 человек (208 мужчин и 220 женщин).

## История
По данным на 1 июля 1963 года, в посёлке проживало 408 человек. Населённый пункт входил в состав Верхнестарицкого сельсовета.